# Модиљана (Форли-Чезена)
Модиљана (итал. Modigliana) је насеље у Италији у округу Форли-Чезена, региону Емилија-Ромања.
Према процени из 2011. у насељу је живело 3953 становника. Насеље се налази на надморској висини од 167 м.

## Становништво
| 1931. | 1936. | 1951. | 1961. | 1971. | 1981. | 1991. | 2001. | 2011. |
| ----- | ----- | ----- | ----- | ----- | ----- | ----- | ----- | ----- |
| 9.249 | 8.823 | 8.079 | 5.984 | 4.898 | 4.924 | 4.836 | 4.744 | 4.726 |